# Tabanus

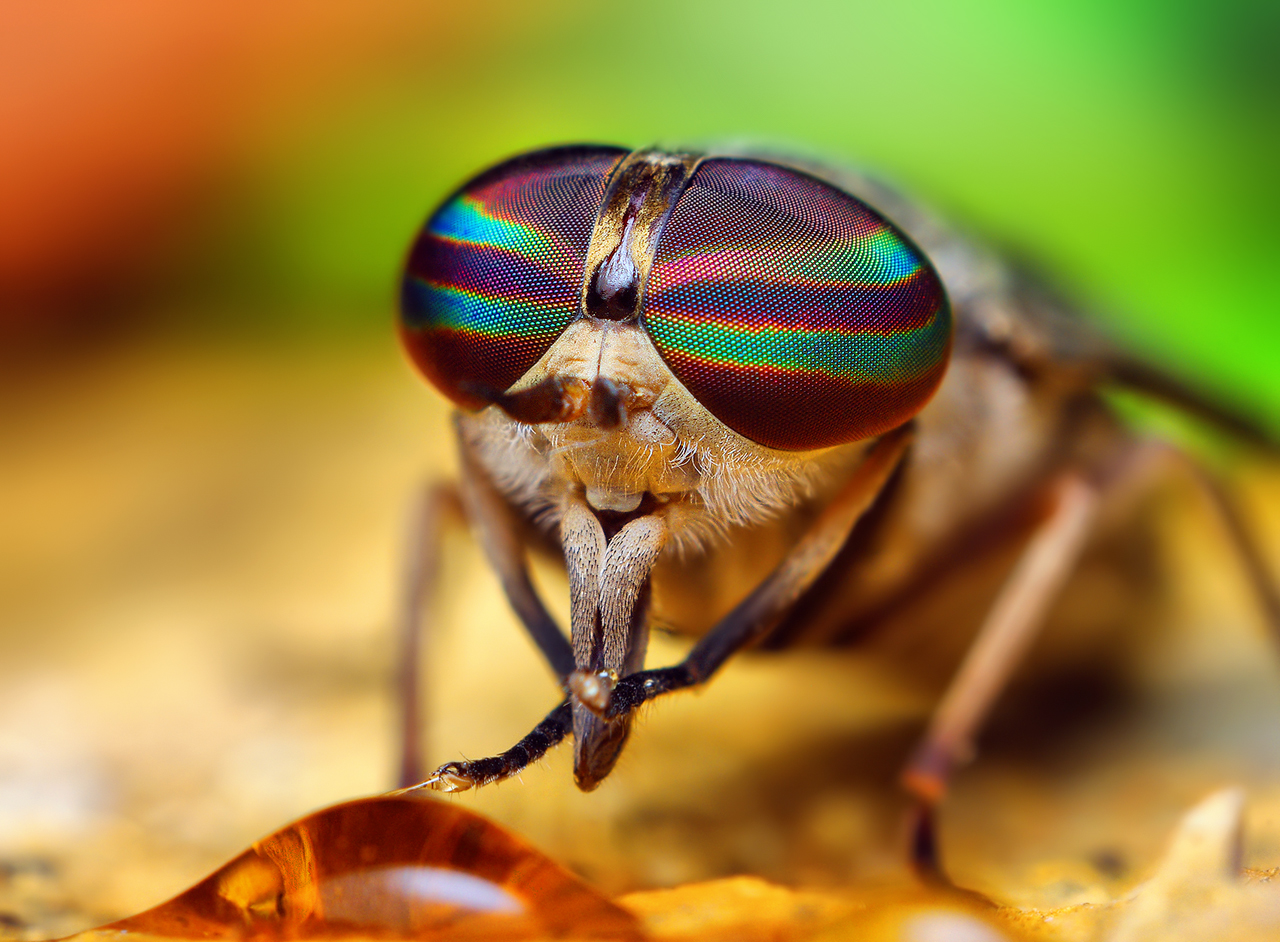
Vue rapprochée des yeux d'une des nombreuses espèces de taon. Les taons sont dotés d'une bonne vue, mais également d'un odorat détectant plusieurs molécules émises par la peau. Ici il a très rapidement détecté une goutte de miel proposée par le photographe

Genre
Tabanus est un genre d'insectes diptères brachycères de la famille des Tabanidae (taons).

## Espèces rencontrées en Europe
- Tabanus albifrons Szilády 1914
- Tabanus armenicus Szilády 1926
- Tabanus autumnalis Linnaeus 1761
- Tabanus barbarus Coquebert 1804
- Tabanus bifarius Loew 1858
- Tabanus bivari Dias 1985
- Tabanus bovinus Linnaeus 1758
- Tabanus brancoi Dias 1987
- Tabanus brassofortei Dias 1980
- Tabanus briani Leclercq 1962
- Tabanus bromius Linnaeus 1758
- Tabanus brunneocalosus Olsufjev 1936
- Tabanus castellanus Strobl 1906
- Tabanus caucasicus Kröber 1925
- Tabanus colchidicus Olsufjev 1970
- Tabanus cordiger Meigen 1820
- Tabanus cruzesilvai Dias 1980
- Tabanus cuculus Szilády 1923
- Tabanus darimonti Leclercq 1964
- Tabanus decipiens (Kröber 1928)
- Tabanus eggeri Schiner 1868
- Tabanus exclusus Pandellé 1883
- Tabanus fraseri Austen 1925
- Tabanus glaucopis Meigen 1820
- Tabanus helenicus Peus 1980
- Tabanus holtzianus (Enderlein 1927)
- Tabanus iber Peus 1980
- Tabanus ilharcoi Dias 1990
- Tabanus indrae Hauser 1939
- abanus lavandoni (Kröber 1939)
- Tabanus leleani Austen 1920
- Tabanus luizae Dias 1980
- Tabanus lunatus Fabricius 1794
- Tabanus maculicornis Zetterstedt 1842
- Tabanus marianii (Leclercq 1956)
- Tabanus martinii Kröber 1928
- Tabanus miki Brauer 1880
- Tabanus nemoralis Meigen 1820
- Tabanus obsolescens Pandellé 1883
- Tabanus olympius Peus 1980
- Tabanus paradoxus Jaennicke 1866
- Tabanus portschinskii Olsufjev 1937
- Tabanus prometheus Szilády 1923
- Tabanus pseudolunatus Dias 1980
- Tabanus quatuornotatus Meigen 1820
- Tabanus rectus Loew 1858
- Tabanus regularis Jaennicke 1866
- Tabanus rousselii Macquart 1839
- Tabanus rubioi Dias 1985
- Tabanus rupium (Brauer 1880)
- Tabanus sabuletorum Loew 1874
- Tabanus shannonellus Kröber 1936
- Tabanus smirnovi Olsufjev 1962
- Tabanus spectabilis Loew 1858
- Tabanus spodopteroides Olsufjev, Moucha & Chvála 1969
- Tabanus spodopterus Meigen 1820
  - Tabanus spodopterus ibericus Olsufjev, Moucha & Chvála 1967
  - Tabanus spodopterus ponticus Olsufjev, Moucha & Chvála 1967
  - Tabanus spodopterus spodopterus Meigen 1820
- Tabanus subcaeruleus Peus 1980
- Tabanus subparadoxus Olsufjev 1941
- Tabanus sudeticus Zeller 1842
- Tabanus taygetus Peus 1980
- Tabanus tendeiroi Dias 1980
- Tabanus tenuicornis (Enderlein 1932)
- Tabanus tergestinus Egger 1859
- Tabanus tinctus Walker 1850
- Tabanus unifasciatus Loew 1858
- Tabanus varelai Dias 1980